# Buddleja japonica
Buddleja japonica är en flenörtsväxtart som beskrevs av Hemsley. Buddleja japonica ingår i släktet buddlejor, och familjen flenörtsväxter. Inga underarter finns listade i Catalogue of Life.

## Bildgalleri

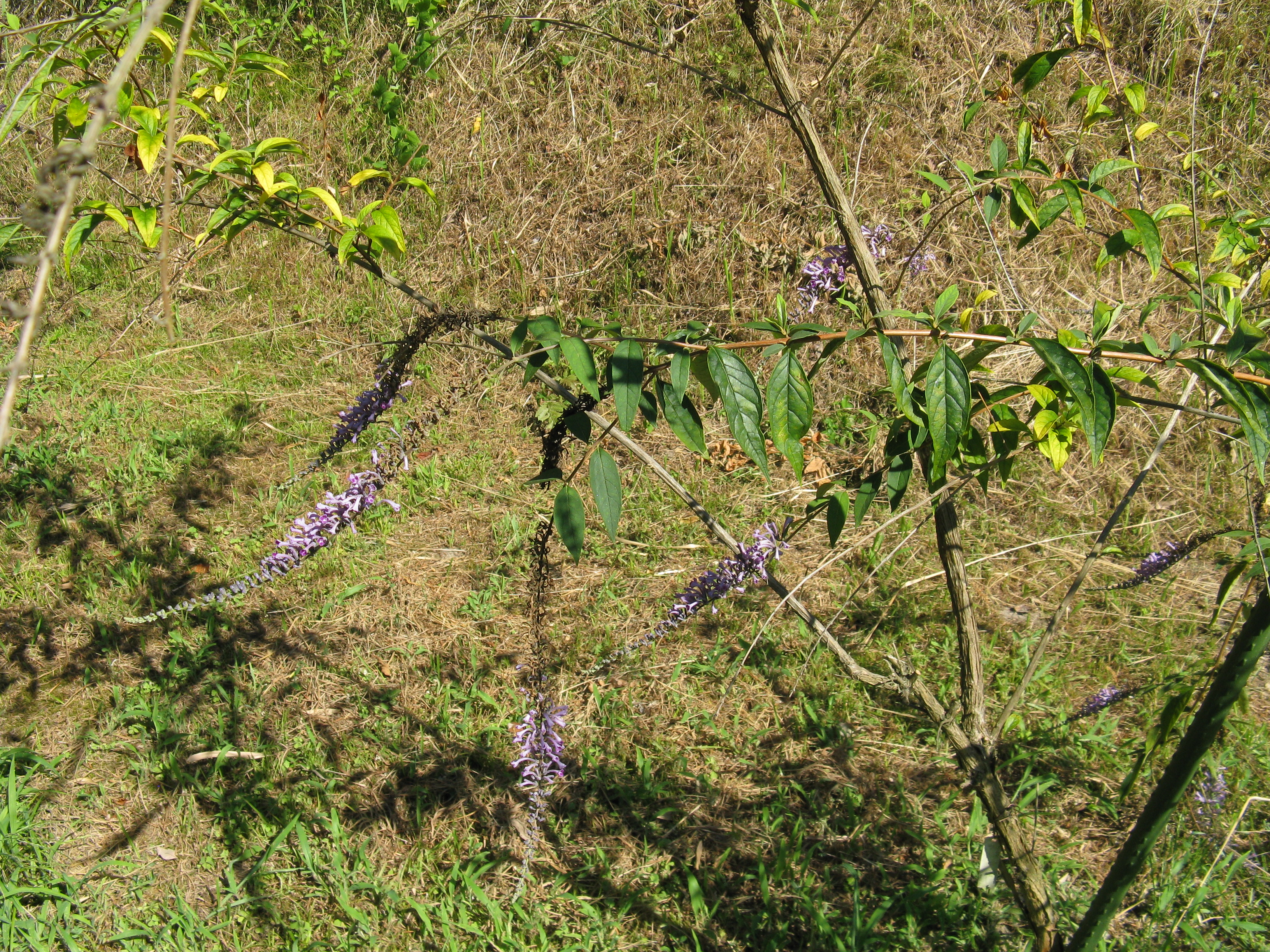